# Sjusjenskoje
Sjusjenskoje (ryska: Шушенское [ˈʂuʂɨnskəjɛ]) är en ort i Krasnojarsk kraj i Ryssland. Den är belägen vid floderna Jenisej och Sjusjs sammanflöde, cirka 304 kilometer söder om Krasnojarsk. Orten hade 16 573 invånare vid folkräkningen år 2021.
Vladimir Lenin befann sig i exil i staden mellan 1897 och 1900. 